# 原条インターチェンジ
原条インターチェンジ（はらじょうインターチェンジ）は、山口県山口市江崎の国道2号小郡道路のインターチェンジである。

## 概要
当インターチェンジは、山口南IC方面のみ接続のハーフインターチェンジである。
本由良駅方面の農免道路に接続する。

## 道路
- E2 国道2号小郡道路

## 隣
E2 小郡道路
岡屋IC - 原条IC - 嘉川IC